# هونيكو
 جورج آريس  (بالإنجليزية: Jorge Arias)‏(5 سبتمبر 1977-) مصارع مكسيكي محترف موقع عقدا مع الدبليو دبليو إي تحت اسم سين كارا و هو أحد أبطال الآن اكس تي للفرق مع كالستو، وكان في السابق مشهور بأسم هونيكو.

## مسيرته في الدبليو دبليو إي

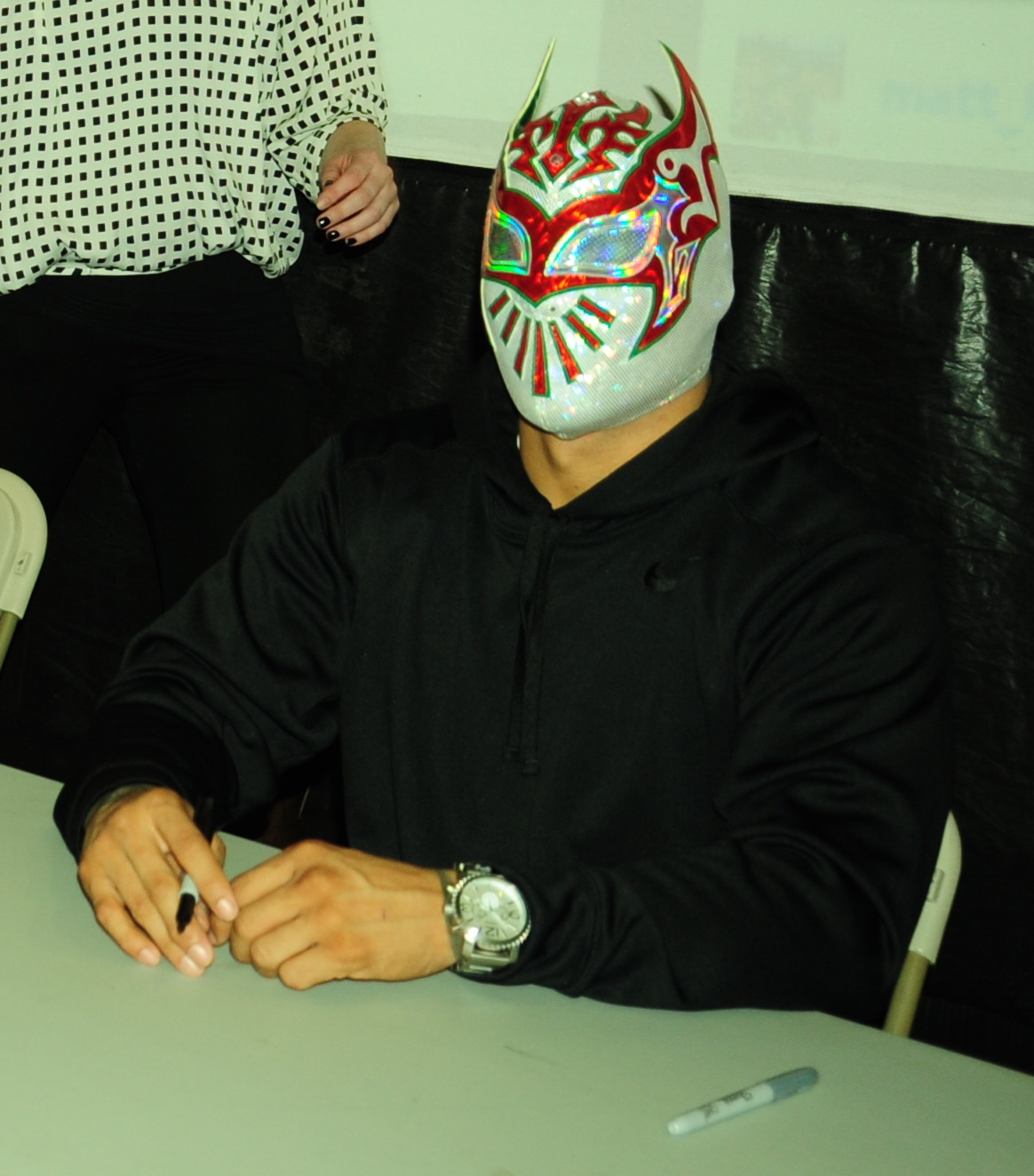
جورج آريس

### العداء معسين كاراآزول
في 12 أغسطس 2011 ضهر آريس في الدبليو دبليو إي لأول مرة وهزم تايسون كيد , وشارك في باتل رويل لتحديد المنافس الأول لبطولة العالم للوزن الثقيل ولكنه أقصي من قبل مارك هنري و قد كان آخر شخص يقصي في تلك المبارة، وبعدها واجه سين كارا دانيل براين و هزمه وقام بالهجوم عليه بعد المبارة، وفي يوم 16 سبتمبر سماك داون عاد سين كارا كشخصية شريرة وهاجم سين كارا الطبيعي أثناء مبارته ضد كودي رودز , و في يوم 23 سبتمبر قام سين كارا (هونيكو) بالهجوم على سين كارا الطبيعي خلال مبارته ضد دانيال براين دون أن يراه الحكم وقام بتثبيت براين للفوز في المبارة، وفي الأسبوع إلذي يليه ضهر سين كارا (هونيكو) وهو يرتدي القناع الأسود، وفي يوم 2 أكتوبر 2011 في عرض  HELL In a CELL  تواجه سين كارا الطبيعي ضد سين كارا الأسود مباراة قناع ضد قناع وفاز بها سين كارا الطبيعي ولكن العداء أستمر في سماك داون , حتى يوم 16 أكتوبر في مكسيكو ستي حيث تواجه الأثنان وفاز بها سين كارا الطبيعي وخلع قناع سين كارا الأسود (هونيكو), و بعدها عاد مرة أخرى تحت اسم هونيكو وقام بضرب سين كارا هو وزميله إبيكو و قد شارك في عرض  Survivor Series  في 2011 حيث كان من ضمن فريق ويد باريت إلذي فاز بالمبارة.

### الفريق مع كامتشو
ضهر هونيكو برفقة صديقه المكسيكي الجديد كامتشو وشكلو فريقا ودخلو في عداء مع تيد ديبياسي و في يوم 17 فبراير 2012 فاز هونيكو على ديبياسي، وبعدها دخل هونيكو في سلسلة أنتصارات في عرض سوبر ستارز و فاز على مصارعين عديدين منهم يوشي تاتسو وإزيكل جاكسون وجستين غابريل و غيرهم، خسر هونيكو مباراة ضد سين كارا العائد في عرض  No Way Out  , وفي عرض  Money In The Bank  خاض هونيكو وكامتشو مباراة ضد كوفي كنغستون وار تروث على بطولة الفرق ولكنهم خسرو المبارة.

### العودة إلى شخصيةسين كارا2013
في يوم 2 ديسمبر في عرض رو عاد هونيكو بشخصية سين كارا و قام بهزيمة البيرتو ديل ريو و أستمر في سلسلة أنتصارات لمدة شهر ولكنها أنتهت بعد خسارته لالبيرتو ديل ريو , وفي عرض راسلمينيا 30 شارك سين كارا في الباتل رويل التكريمة لأندريه العملاق و لكنه فشل بالفوز، وكذالك باتل رويل في شهر أيار لبطولة الولايات المتحدة وخسرها، وكذالك باتل رويل للتاهل إلى ماني إن ذا بانك ولكنه خسرها، وفي عرض Battleground في يوم 2014/7/20 شارك في باتل رويل لبطولة القارات ولم يفز.

## الحياة الشخصية
هدفه في المصارعة كانت على خطى جده في المكسيك فقد كان يريد ان يصبح مصاراعا منذ ان كان صغيرا.

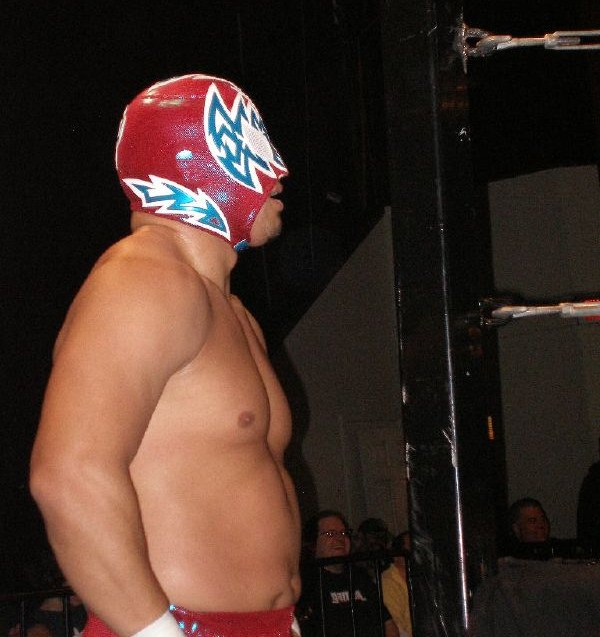
أريس في سنة 2008.

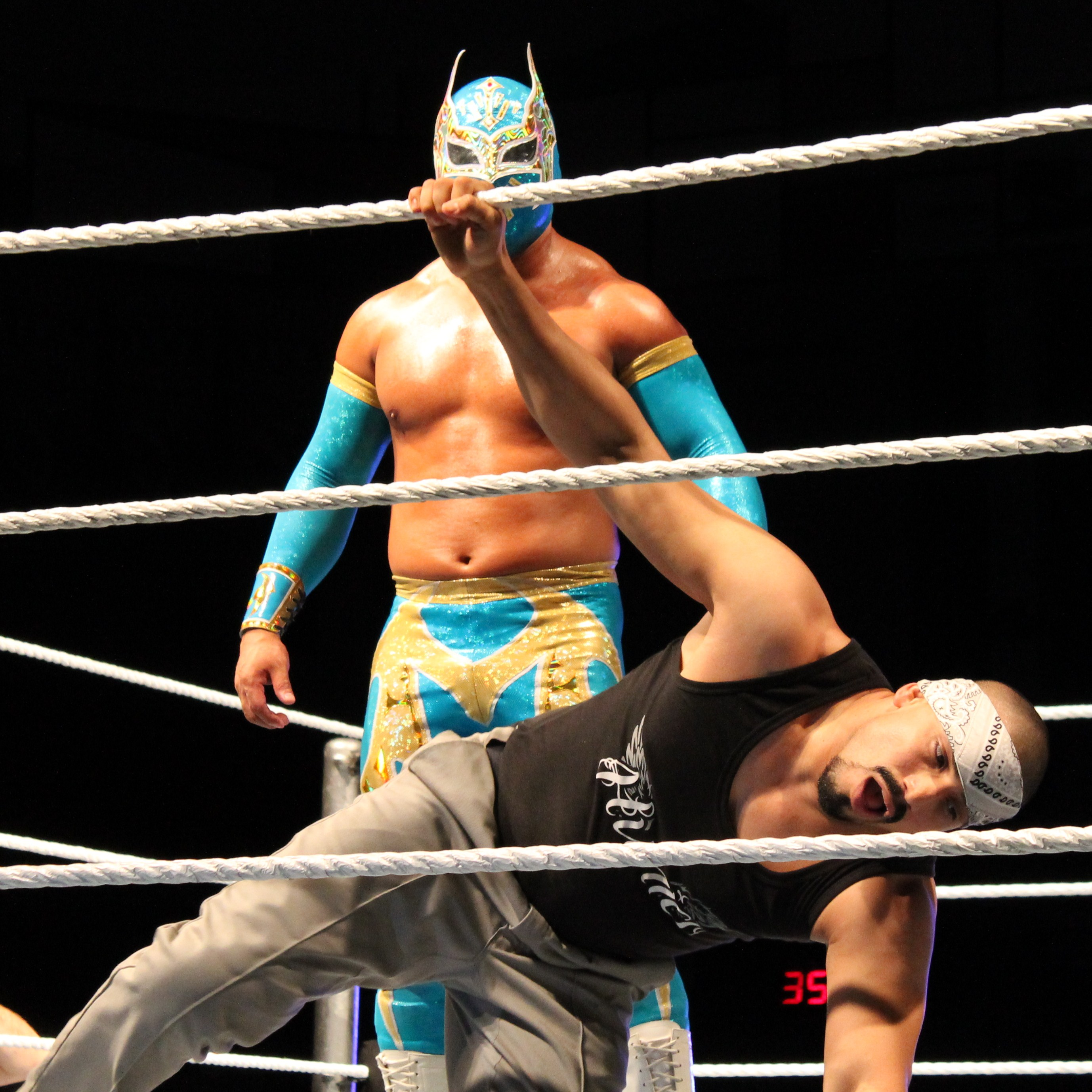
هونيكو ضد سين كارا.

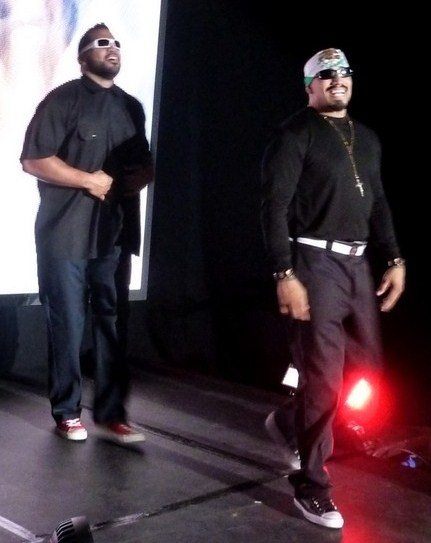
هونيكو مع كامتشو.

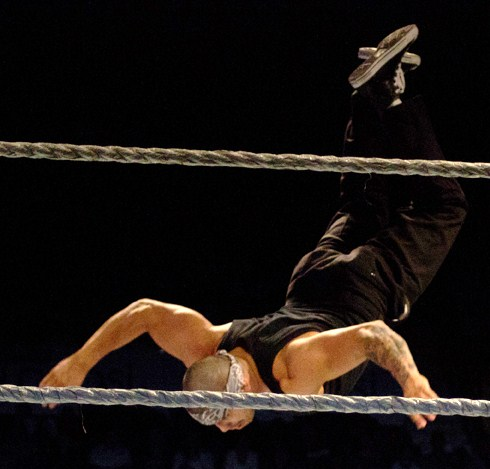
هونيكو ينفذ حركة النجم الساقط.

## روابط خارجية
- هونيكو على موقع IMDb (الإنجليزية)
- هونيكو على موقع قاعدة بيانات الفيلم (الإنجليزية)
- هونيكو على موقع دبليو دبليو إي (الإنجليزية)
- هونيكو على موقع WrestlingData.com (الإنجليزية)
- هونيكو على موقع CageMatch worker (الإنجليزية)
- هونيكو على موقع قاعدة بيانات المصارعة على الإنترنت (الإنجليزية)
- هونيكو على موقع عالم المصارعة على الإنترنت (الإنجليزية)